# Hans Droysen
Hans Julius Adolf Droysen (* 4. April 1851 in Kiel; † 4. September 1918 in Berlin) war ein deutscher Historiker, Altphilologe und Lehrer.

## Leben
Hans Droysen war der Sohn des Historikers Johann Gustav Droysen (1808–1884) und dessen zweiter Ehefrau Emma Michaelis (1829–1881), der Tochter des Gynäkologen Gustav Adolf Michaelis (1798–1848). Er hatte vier Halbgeschwister aus der ersten Ehe seines Vaters.
Nach dem Abitur 1869 am Königlichen Wilhelms-Gymnasium in Berlin studierte er zwei Semester Philologie und Geschichte in Leipzig. Am Deutsch-Französischen Krieg 1870/71 nahm er als Freiwilliger teil. Danach setzte er sein Studium in Berlin an der Friedrich-Wilhelms-Universität fort und besuchte unter anderem die philologischen und historischen Übungen bei Moriz Haupt, Emil Hübner, Adolf Kirchhoff und Theodor Mommsen. 1873 wurde er mit einer Arbeit, welche die in der Mysterienrede des Andokides eingelegten attischen Volksbeschlüsse hinsichtlich Echtheit und Vollständigkeit untersucht, promoviert. Bereits zwei Jahre später habilitierte er sich; zudem hatte er 1874 das Lehrerexamen abgelegt und zu Ostern 1875 sein Probejahr am Joachimsthalschen Gymnasium begonnen, das er am 1. Oktober 1875 erfolgreich abschloss.
Nach dem Vorbereitungsdienst arbeitete Droysen im Dienst der Monumenta Germaniae Historica, für die er von Herbst 1875 bis Sommer 1876 und erneut im September 1876 ausgedehnte Forschungsreisen nach Italien, Sizilien und Griechenland unternahm. Nachdem ein Habilitationsgesuch an der Universität Breslau im März 1877 gescheitert war, habilitierte sich Droysen im selben Jahr an der Berliner Universität für Geschichte und hielt dort vom Wintersemester 1877/78 bis zum Wintersemester 1897/98 Vorlesungen und Übungen als Privatdozent ab.
Ab dem 1. April 1878 unterrichtete Droysen am Königstädtischen Gymnasium an, wo er bis zur Pensionierung 1916 tätig war. Am 28. Juli 1880 wurde er vom ordentlichen Lehrer zum Oberlehrer befördert. 1897 erhielt er das Prädikat eines Gymnasialprofessors.
In seinen Forschungen als Historiker befasste er sich besonders mit dem Kriegswesen der Antike und dem Leben Friedrichs des Großen, dessen Briefwechsel mit Voltaire er gemeinsam mit Reinhold Koser herausgegeben hat. Weitere Themen, die er vor allem auch in seinen Vorlesungen behandelte, waren die griechische Epigraphik, die Geschichte Athens und Alexander der Große. In der Reihe der Auctores antiquissimi der Monumenta Germaniae edierte er 1879 den Band zu Eutropius’ Breviarium ab urbe condita mit den griechischen Übersetzungen des Paianios und Kapiton von Lykien sowie den Fortsetzungen des Paulus Diaconus und des Landolfus Sagax.
Hans Droysen war seit 1880 mit Margarete Lührß (1856–1907) verheiratet, der Tochter des Komponisten Carl Lührß (1824–1882). Aus der Ehe gingen drei Töchter hervor: Emma (1881–1945), die Schriftstellerin Zoe Droysen (1884–1975) und Anna (* 1886). Sein Nachlass befindet sich im Geheimen Staatsarchiv Preußischer Kulturbesitz zu Berlin.

## Schriften (Auswahl)
- De Demophanti Patroclidis Tisameni populiscitis quae inserta sunt Andocidis orationi peri mysterion. Dissertation Berlin 1873 (mit Lebenslauf; Digitalisat).
- Sylloge inscriptionum atticarum in usum scholarum academicarum. Berlin 1878.
- Zu Aristoteles Athenaion Politeia. Vorläufige Bemerkungen. In: Beilage zum Programm des Königstädtischen Gymnasiums, Berlin 1891.
- Hans Droysen (Hrsg.): Auctores antiquissimi 2: Eutropi Breviarium ab urbe condita cum versionibus Graecis et Pauli Landolfique additamentis. Berlin 1879 (Monumenta Germaniae Historica, Digitalisat) [ND 2000].
- Beiträge zu einer Bibliographie der prosaischen Schriften Friedrichs des Großen. Berlin 1904–1905 (Digitalisat).
- Briefwechsel Friedrichs des Großen mit Voltaire, 3 Bände, hrsg. v. Reinhold Koser u. Hans Droysen, Leipzig 1908–1911 (ND Osnabrück 1965–1968).